# Cantón de Béziers-1
El cantón de Béziers-1 es una división administrativa francesa, situada en el departamento del Hérault y la región Occitania.

## Composición

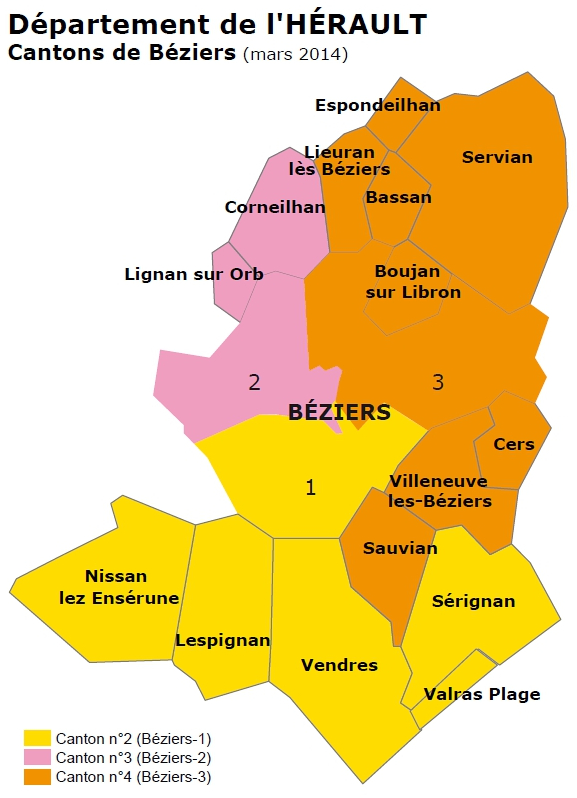
cantón de Béziers-1

Desde el 22 de marzo de 2015, el cantón de Béziers-1 agrupa 6 comunas:
- part de Béziers
- Lespignan
- Nissan-lez-Enserune
- Sérignan
- Valras-Plage
- Vendres

|  |  |